# Anne Danican Philidor
Anne Danican Philidor (París, 11 d'abril de 1681 - 8 d'octubre de 1728), fou un músic francès.

## Biografia
Part de la família Philidor, era fill d'André Danican, dit l'ainé i mig germà de François-André Danican, el membre més destacat de la família. El seu primer nom, Anne, poc comú per a un home, li van posar perquè se'n deia el seu padrí, el duc Anne de Noailles.
Als 16 anys, va compondre una pastoral: Amour vainqueur (Amor guanyador), i posteriorment, la seva obra principal Diane et Endymion, i l'òpera Dànae. Se sap que el 1698, era oboista de la Grande Écurie del rei de França, i que el 1704 va succeir el seu pare a la Capella Reial.
En 1725, va fundar el Concert Spirituel, una organització que fins a 1791 va produir una sèrie anual de vint-i-quatre concerts públics. El terme spirituel indicava que la música religiosa hi ocupava un lloc destacat, si més no inicialment. Creà, dos anys més tard, el concert francès, més centrat en la música secular, amb interpretacions de cantates franceses. El 1728, pocs mesos abans de la seva mort, va renunciar a la direcció d'aquests dos concerts, on va ser substituït per Jean-Joseph Mouret.
Anne Danican Philidor també va dirigir concerts per a laduquessa de Mainei va ser superintendent de música per al príncep de Conti. Com a compositor és autor de música sacra i instrumental, ballets, mascarades, danses i marxes.

## Obres
Entre les seves composicions es troben
- L’Amour vainqueur, pastorale, 1697 ;
- Diane et Endimion, pastorale héroïque, 1698 ;
- Air à boire, 1698 ;
- Bourrée et trio, 1699 ;
- Les Amazones, mascarade, 1700 ;
- Le Lendemain de la noce de village, mascarade, 1700 ;
- Trio, 1700 ;
- Danaé, opéra, 1701
- Air à boire, 1703 ;
- La Marche des canonniers de La Rochelle, 1703 ;
- Te Deum pour la victoire de Malaga, 1704 ;
- La Marche des Boulonnais, 1705 ;
- Le Jugement de Pâris, 1710 ;
- onze menuets, 1712 ;
- vingt pièces pour flûtes, violons et hautbois, 1712 ;
- vingt-neuf pièces pour flûtes, violons et hautbois, 1714 ;
- Chaconne et simphonie de la Fête-Dieu, 1715 ;
- un menuet et deux trios, 1719 ;
- Domini est terra (psaume 123), motet, 1726.